# Henricus Regius

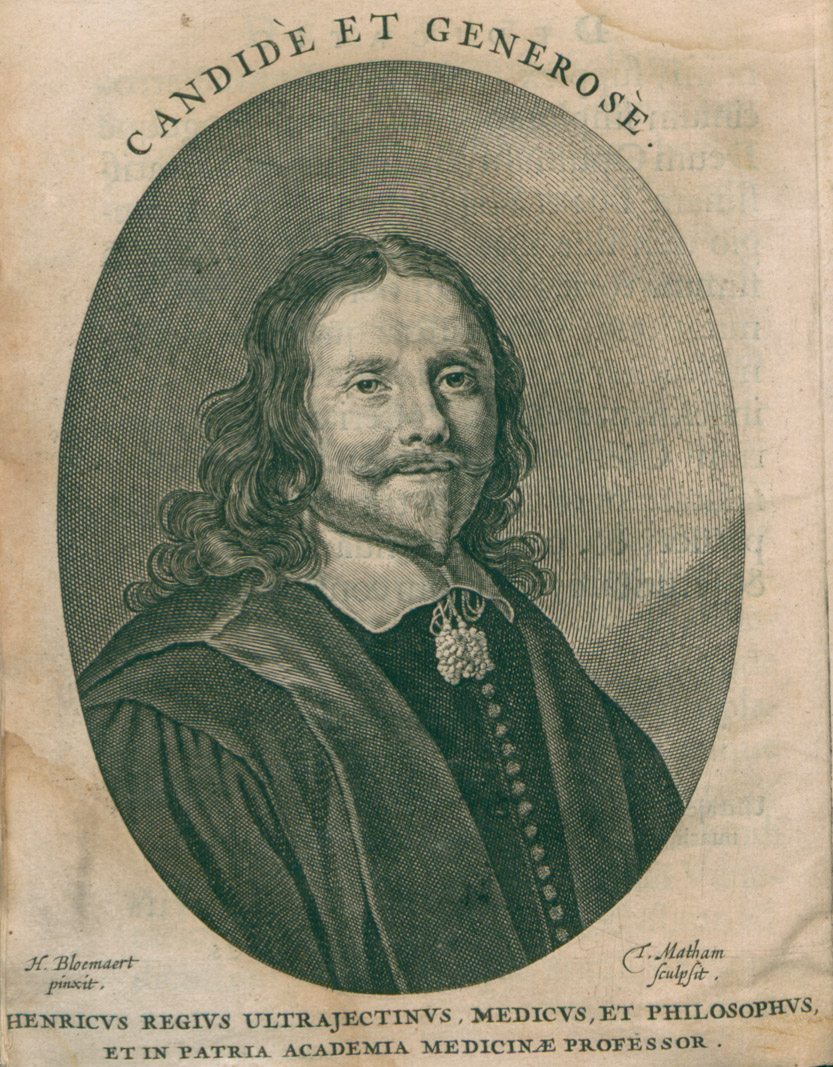
Henricus Regius.

Henricus Regius (eller Hendrik de Roy), född den 29 juli 1598 i Utrecht, död där den 19 februari 1679,  var en nederländsk filosof och läkare. 
Regius, som var lärjunge till Descartes, var författare till Philosophia naturalis.